# شهرستان شومن
شهرستان شومن (به بلغاری: Shumen Municipality) یک شهرستان در بلغارستان است که در استان شومن واقع شده‌است. شهرستان شومن ۶۳۰ کیلومتر مربع مساحت و ۱۰۱٬۵۹۷ نفر جمعیت دارد.